# Aleksandr Orlov
Aleksandr Aleksandrovič Orlov (Rostov sul Don, 25 ottobre 1889 – Leningrado, 23 ottobre 1974) è stato un attore sovietico.

## Filmografia parziale

### Attore
- Aėro NT-54 (1925)
- Anton Ivanovič si arrabbia (1941)
- Ver'te mne, ljudi (1964)

## Premi
- Artista onorato della RSFSR